# Football Club Internazionale Milano
Il Football Club Internazionale Milano, meglio conosciuto come Internazionale (/internaʦʦjoˈnale/) o più semplicemente come Inter, è una società calcistica italiana con sede nella città di Milano.
Fondato il 9 marzo 1908 da un gruppo di soci dissidenti del Milan, il club ha sempre militato nella massima serie del campionato nazionale a partire dalla propria prima partita ufficiale, nel 1909, è l'unico ad aver partecipato a tutte le edizioni della Serie A, istituita nella stagione 1929-30 ed è l'unico a non essere mai retrocesso in Serie B. Fin dalla fondazione, indossa una divisa a strisce verticali nerazzurre, a parte una breve parentesi tra il 1928 e il 1929 quando adottò una maglia bianca rossocrociata.
Nel suo palmarès annovera 37 titoli nazionali – 20 scudetti, 9 Coppe Italia e 8 Supercoppe italiane – che ne fanno il secondo club italiano più titolato alle spalle della Juventus (60). A livello internazionale vanta invece 3 Coppe dei Campioni/Champions League, 3 Coppe UEFA, 2 Coppe Intercontinentali e una Coppa del mondo per club FIFA, per un totale di 9 trofei ufficiali che rendono l'Inter la terza compagine italiana dietro Milan e Juventus, l'ottava in Europa e la diciassettesima al mondo per numero di trofei conquistati. Nel 1965 è diventata la prima squadra europea a vincere il campionato, la Coppa dei Campioni e la Coppa Intercontinentale nello stesso anno, detenendo quindi contemporaneamente i titoli di campione nazionale, continentale e mondiale. Il traguardo è stato bissato nel 2010, quando è anche diventata la prima e unica squadra italiana a centrare il triplete, ossia a vincere le tre competizioni principali disputate nel corso della stagione: la Champions League, il campionato e la Coppa Italia; coi successivi trionfi in Supercoppa italiana e Coppa del mondo per club FIFA è diventata anche la prima e, sinora, unica squadra italiana a vincere cinque trofei nell'arco di un anno solare.
Alcuni dei suoi calciatori sono stati premiati durante la militanza nel club con i massimi riconoscimenti individuali, come il Pallone d'oro e il FIFA World Player; inoltre, il club ha fornito un contributo rilevante ai successi della nazionale italiana. L'Inter può contare su un sostegno sia a livello nazionale, dove ha l'appoggio di circa 4 milioni di tifosi, che in campo internazionale, con circa 55 milioni di sostenitori in tutto il mondo. Nel 1998 e nel 2010 l'Inter fu nominata Squadra mondiale dell'anno dall'IFFHS; nel 2009 si piazzò al sesto posto nella lista secolare sui migliori club europei redatta dalla stessa federazione di storia e statistica, e nel 2011 al quinto posto (prima italiana) nella classifica europea delle migliori squadre del decennio 2001-2010.

## Storia

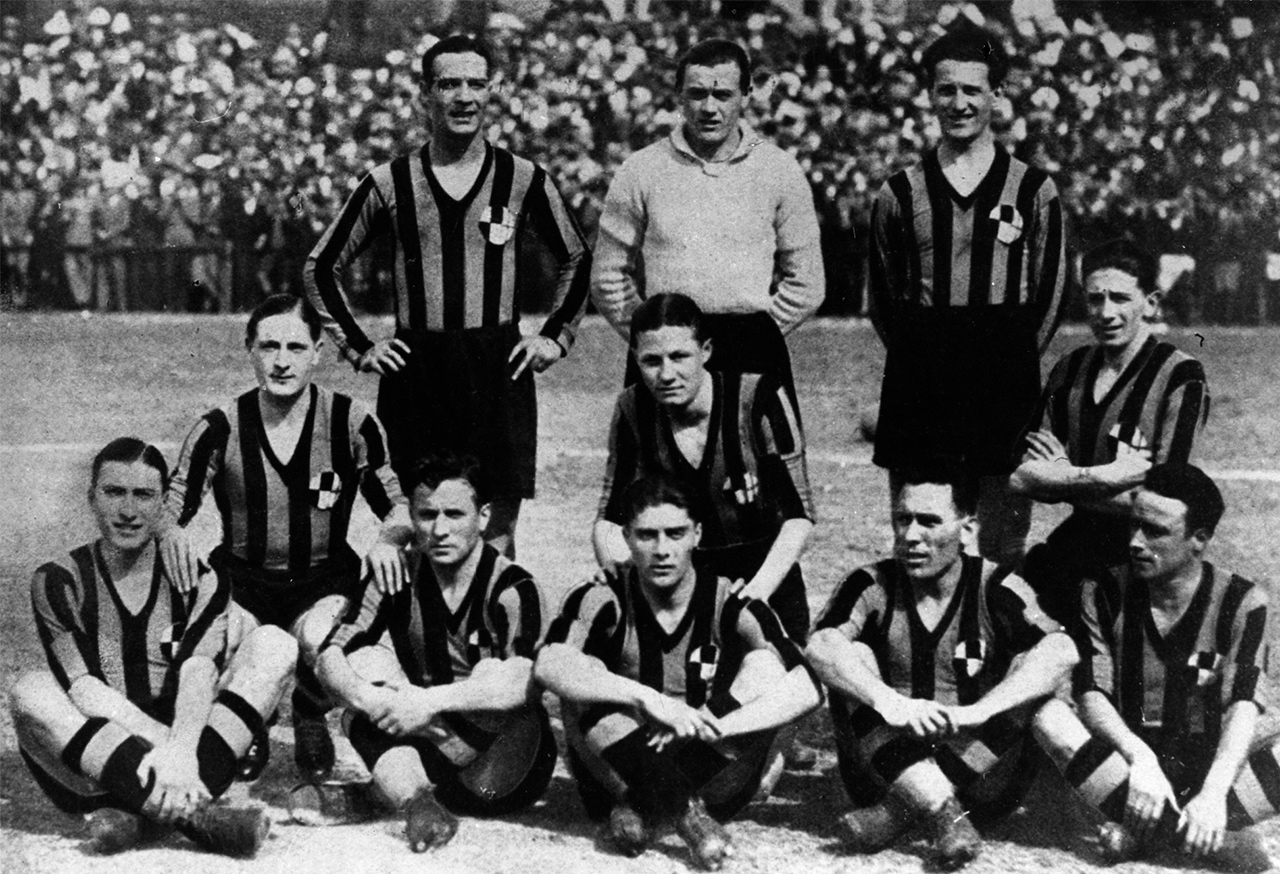
L'Inter – all'epoca denominata Ambrosiana per ragioni politiche – vincitrice del primo titolo italiano nell'era del girone unico.

Il Football Club Internazionale Milano nacque il 9 marzo 1908 presso il ristorante "Orologio" in Piazza del Duomo a Milano, per iniziativa di un gruppo di soci dissidenti del Milan Football and Cricket Club, contrari al divieto imposto dal club rossonero di arruolare calciatori di nazionalità straniera. Giorgio Muggiani, artista futurista tra i 44 fondatori del nuovo club, scelse i colori che ne avrebbero caratterizzato il logo societario e aprì lo statuto della nuova squadra, scrivendo: «Questa notte splendida darà i colori al nostro stemma: il nero e l’azzurro sullo sfondo d’oro delle stelle. Si chiamerà Internazionale, perché noi siamo fratelli del mondo». I nuovi colori rappresentavano anche simbolicamente la rottura rispetto al passato. Muggiani disegnò anche il primo logo: il monogramma in stile liberty con le lettere “FCIM” intrecciate tra loro. Giovanni Paramithiotti, un altro dei soci fondatori, fu scelto come presidente, il tedesco Hernst Marktl passò invece alla storia come il primo capitano dei nerazzurri. Già due anni dopo la fondazione, nella stagione 1909-10, arrivò il primo titolo nazionale, conquistato sotto la guida di Virgilio Fossati — nella doppia veste di giocatore e allenatore — e la presidenza di Carlo De Medici. A questo successo seguirono risultati deludenti, fino allo scoppio della prima guerra mondiale che costrinse il campionato italiano a fermarsi.
Alla ripresa del torneo dopo la fine del conflitto, nella stagione 1919-20, la squadra allenata da Francesco Mauro e Nino Resegotti centrò il suo secondo titolo nazionale. Nel 1928, per venire incontro alle direttive del regime fascista, la società nerazzurra fu costretta a fondersi con l'Unione Sportiva Milanese e cambiare denominazione in Società Sportiva Ambrosiana per ragioni politiche. Due anni dopo, nella stagione 1929-30, l'Ambrosiana vinse il primo campionato italiano disputato a girone unico, conquistato sotto la guida dell'ungherese Árpád Weisz. Intanto, nel 1932, su iniziativa del presidente Ferdinando Pozzani, il club cambiò nuovamente denominazione e divenne noto come Ambrosiana-Inter. Con la nuova denominazione la squadra raggiunse l'anno successivo la finale della Coppa dell'Europa Centrale, massima competizione europea per squadre di club dell'epoca, perdendo nel doppio confronto contro l'Austria Vienna. Il quarto tricolore venne conquistato nella stagione 1937-38 con Armando Castellazzi in panchina, che a 33 anni divenne il tecnico più giovane a laurearsi campione d'Italia, mentre la successiva gestione dell'austriaco Tony Cargnelli portò in bacheca la prima Coppa Italia della storia interista, nell'annata 1938-39, e il quinto scudetto in quella 1939-40. Nel 1942, mentre la seconda guerra mondiale era ancora in corso, fu nominato presidente Carlo Masseroni, il quale nel 1945 annunciò il ritorno all'antica denominazione di Internazionale.

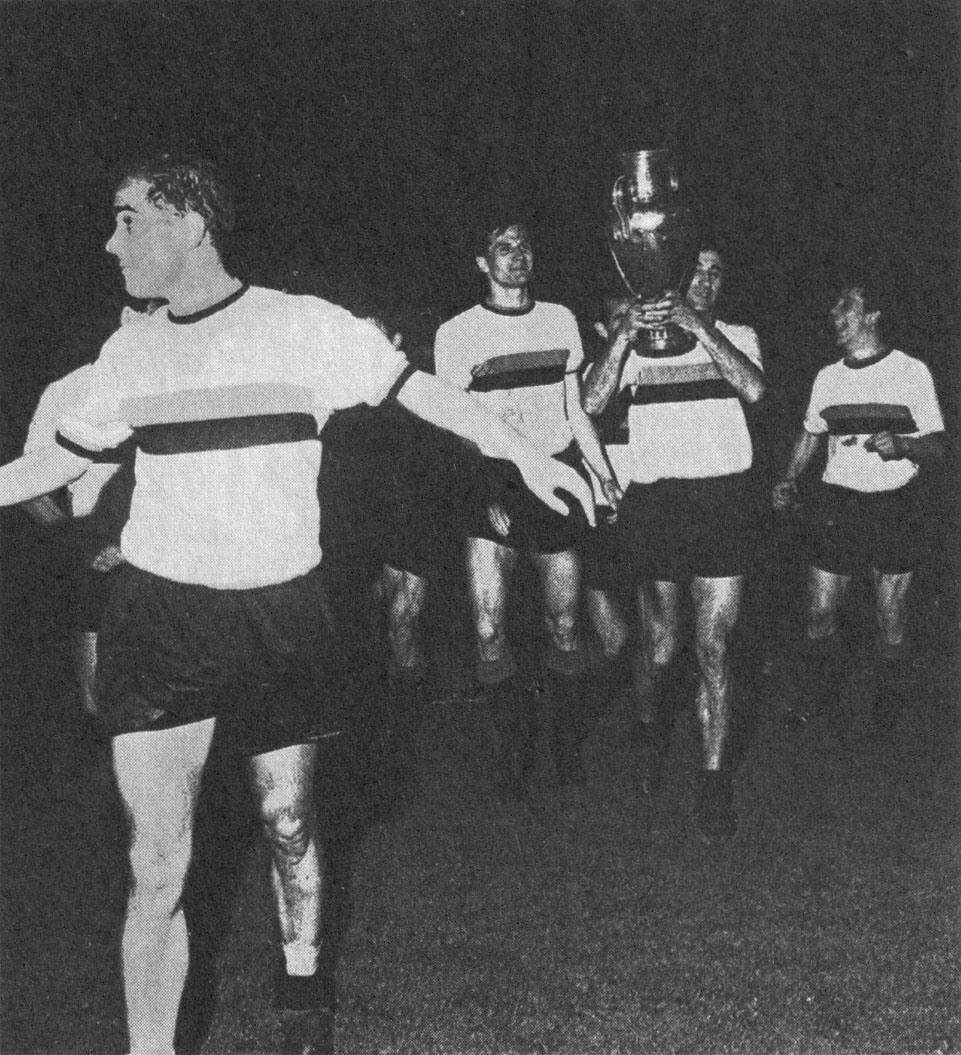
La Grande Inter di Helenio Herrera festeggia la vittoria della Coppa dei Campioni 1964-65, la seconda della sua storia.

La squadra dovette attendere fino alla prima metà degli anni 1950 per tornare a primeggiare in Italia: guidata in panchina da Alfredo Foni, l'Inter vinse lo scudetto sia nella stagione 1952-1953 che in quella 1953-1954, centrando un'inedita doppietta tricolore. Nel 1955 la società fu acquistata dal petroliere Angelo Moratti, che, dopo i primi risultati non all'altezza delle aspettative, nella stagione 1960-61 scelse di affidare la panchina all'argentino Helenio Herrera: fu l'inizio dell'epopea della Grande Inter, una formazione leggendaria che vinse tre scudetti — compreso quello della stella nel 1965-66 — due Coppe dei Campioni e due Coppe Intercontinentali. La prima Coppa dei Campioni fu conquistata nel 1963-64, superando nella finale di Vienna il Real Madrid, la seconda arrivò invece l'anno dopo sconfiggendo a San Siro il Benfica. I due successi continentali furono seguiti in entrambi i casi dall'affermazione mondiale, con l'Inter capace di vincere la Coppa Intercontinentale sia nel 1964, diventando la prima squadra italiana a riuscirci, sia nel 1965, diventando la prima squadra europea a vincerla per due volte, per giunta consecutive; in ambedue le occasioni superò l'Independiente. Nel 1967 l'Inter giunse nuovamente in finale di Coppa dei Campioni, ma fu sconfitta dal Celtic. 
Il 1968 segnò la fine di un ciclo, con Moratti che decise di passare la mano ad Ivanoe Fraizzoli. Sotto la sua presidenza, l'Inter tornò a vincere lo scudetto nella stagione 1970-71, guidata in panchina da Giovanni Invernizzi, che divenne il primo tecnico nerazzurro a conquistare il titolo nazionale da subentrante. Nel 1972 fu raggiunta la finale della Coppa dei Campioni, in cui l'Inter fu battuta dall'Ajax. Nel 1977 fu ingaggiato Eugenio Bersellini, che rimase sulla panchina interista per cinque stagioni, vincendo due Coppe Italia, rispettivamente nel 1977-78 e nel 1981-82, e uno scudetto nel 1979-80.

L'Inter di Giovanni Trapattoni che vinse la Coppa UEFA 1990-91, tornando al successo europeo dopo ventisei anni.

Nel 1984 la società fu acquistata da Ernesto Pellegrini, che resterà in carica per poco più di un decennio. La squadra dovette però attendere ben nove anni prima di vincere nuovamente il campionato, nella stagione 1988-89, sotto la guida di Giovanni Trapattoni. Durante la gestione di Trapattoni, arrivarono pure una Supercoppa italiana nel 1989 e una Coppa UEFA nel 1990-91, quest'ultima vinta contro la Roma. Negli anni successivi seguirono campionati deludenti, a cui fece da contraltare un altro successo in Coppa UEFA nel 1993-94, questa volta sugli austriaci del Salisburgo.
Nel 1995 si verificò una svolta epocale per la storia dell'Inter, quando Massimo Moratti decise di rilevare il club da Pellegrini, riportando — a distanza di ventisette anni dal padre Angelo — un membro della famiglia Moratti al timone della società. Tuttavia, nonostante gli ingenti investimenti, i primi anni di presidenza Moratti furono avari di successi, e tale astinenza si interruppe con il terzo trionfo in Coppa UEFA, avvenuto nella stagione 1997-98 contro la Lazio. L'Inter dovette attendere fino al 2004 per tornare a primeggiare in Italia, con l'arrivo in panchina di Roberto Mancini, il quale aprì un nuovo ciclo di vittorie: risalgono infatti alla sua gestione la conquista di due Coppe Italia, nel 2004-05 e nel 2005-06, due Supercoppe italiane, nel 2005 e nel 2006, e tre scudetti — di cui il primo assegnato a tavolino per le vicende di Calciopoli — dal 2005-06 al 2007-08.

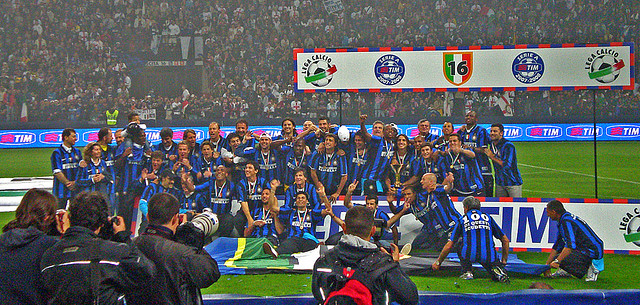
L'Inter di Roberto Mancini celebra la conquista dello scudetto nella stagione del centenario.

Chiusa l'esperienza di Mancini, Moratti ingaggiò il portoghese José Mourinho, che condusse la squadra alla vittoria in Supercoppa italiana nel 2008 e in campionato nel 2008-09. La stagione 2009-10 fu una tra le più gloriose nella storia del club: vincendo scudetto, Coppa Italia e Champions League, quest'ultima nella finale di Madrid contro il Bayern Monaco, i nerazzurri divennero la prima squadra italiana e tuttora unica a realizzare il treble. Nella stagione 2010-11, nella quale sedettero in panchina prima Rafael Benítez e poi Leonardo, il club vinse la Supercoppa italiana, la Coppa del mondo per club FIFA — centrando un inedito quintuple per il calcio italiano nel corso del 2010 — e la Coppa Italia.
Nel 2013, dopo diciotto anni di gestione Moratti, la società fu acquistata dall'imprenditore indonesiano Erick Thohir, che divenne così il primo presidente non italiano della storia nerazzurra. Tuttavia, la nuova proprietà non fu in grado di risollevare la società da una crisi di risultati nata al tramonto della precedente gestione e sostanzialmente proseguita nelle stagioni successive. Nel 2016 lo stesso Thohir cedette il controllo del club al Suning Holdings Group, di proprietà dell'imprenditore cinese Zhang Jindong. Due anni dopo, la presidenza della squadra venne assunta dal figlio di Zhang, Steven.
Nel 2019 venne ingaggiato per il ruolo di allenatore Antonio Conte, che — dopo una prima stagione conclusa al secondo posto in campionato e con la sconfitta in finale di Europa League contro il Siviglia — guidò la squadra alla vittoria del diciannovesimo scudetto nella stagione 2020-21, undici anni dopo l'ultima affermazione. Nella stagione successiva Simone Inzaghi condusse la squadra al secondo posto in Serie A e alle vittorie in Coppa Italia e in Supercoppa italiana, entrambe a undici anni dalle precedenti affermazioni. L'anno dopo i nerazzurri si confermarono vincitori della Coppa Italia e della Supercoppa italiana e tornarono dopo tredici anni in finale di UEFA Champions League, uscendo battuti dal Manchester City.
Nella stagione 2023-2024 l'Inter vinse per la terza volta consecutiva la Supercoppa italiana e il ventesimo scudetto con il successo nel derby meneghino, superando nell'albo d'oro i rivali cittadini del Milan e raggiungendo la seconda stella, a cinquantotto anni di distanza dalla prima. Nel 2024 giunse al termine la gestione della famiglia Zhang, dopo otto anni e sette trofei conquistati: il club passò sotto il controllo della società d'investimento statunitense Oaktree Capital Management, che nominò Giuseppe Marotta come presidente. La squadra si confermò competitiva nella stagione seguente, ma concluse senza trofei, perdendo nettamente la finale di UEFA Champions League contro il Paris Saint-Germain.

## Colori e simboli

### Colori

La maglia bianca rossocrociata indossata nella stagione 1928-1929.

La tradizionale divisa da gioco dell'Inter è rappresentata da una maglia a strisce verticali nerazzurre, abbinata a pantaloncini e calzettoni neri. Nel 1928, in seguito alla fusione con l'Unione Sportiva Milanese, la società fu costretta ad adottare una maglia bianca rossocrociata, che riprendeva la bandiera di Milano. Tuttavia, già al termine della stessa stagione si tornò a vestire le più consuete righe verticali nerazzurre.
La seconda divisa è tradizionalmente bianca - sin dal suo primo utilizzo nel 1910 - solitamente con inserti di vario tipo azzurroneri: i due template più ricorrenti sono la fascia orizzontale e la sbarra diagonale. Nella stagione 2007-08, in occasione delle celebrazioni per il centenario della società, la maglia da trasferta riprendeva la divisa storica dell'Ambrosiana: croce rossa su fondo bianco, in abbinamento a pantaloncini e calzettoni neri. La terza maglia, invece, ha presentato colori differenti nel corso della storia: su tutti i più utilizzati sono stati l'arancione e il giallo.

### Simboli ufficiali

#### Stemma

Il biscione – declinato in varie forme – è uno dei simboli più ricorrenti nell'iconografia del club nerazzurro.

Il simbolo originario dell'Inter fu disegnato dall'illustratore Giorgio Muggiani, che scegliendo il nero e l'azzurro intendeva opporsi anche simbolicamente ai colori del Milan. Ispirato a quello dei club inglesi, lo stemma riportava le lettere FCIM sovrapposte in bianco su uno sfondo costituito da un cerchio dorato, circondato da un cerchio nero, che a sua volta era circondato da un cerchio azzurro.
Il monogramma di Muggiani fu abbandonato nel 1928 dopo la fusione con la Milanese e il cambio di denominazione in Ambrosiana: venne quindi adottato uno stemma formato da un cerchio blu con al centro un fascio littorio, sulla sinistra un biscione ispirato allo stemma dei Visconti e sulla destra il simbolo di Milano. Tale emblema fu utilizzato solo nella stagione 1928-29, prima di lasciare il posto ad altri simboli di pari passo con i vari cambi di denominazione. Solo nel 1945, a seguito della caduta del regime fascista, l'Ambrosiana-Inter poté tornare a chiamarsi Inter e riadottare il suo stemma originario. Quest'ultimo rimase in uso fino alla stagione 1959-60.
Nel corso degli anni seguirono altre variazioni, più o meno importanti, fino al 1979 quando al posto del classico cerchio fu adottato uno scudo che riportava al suo interno un biscione, declinato in una forma più vicina a quella di un serpente. Tale simbolo rimase in adozione fino al 1990 quando venne ripristinato nuovamente il monogramma di Muggiani, in uso fino al 2021 seppur con due restyling, l'ultimo risalente al 2014 che ripristinò alcune linee più classiche rispetto a una versione un po' più moderna dei primi anni 2000.
L'attuale logo, svelato il 30 marzo 2021, è una versione rivisitata di quello realizzato da Muggiani: del monogramma permangono solo le lettere I e M, mentre a livello cromatico l'oro viene accantonato e l'azzurro viene sostituito da un blu intenso.

#### Inno
L'inno dell'Inter, composto da Elio e interpretato da Graziano Romani, si intitola C'è solo l'Inter ed è stato pubblicato nel 2002.
Pazza Inter è invece una canzone risalente al 2003 e incisa dagli allora giocatori della squadra nerazzurra; visto il suo notevole successo di pubblico, è stata riprodotta, fino all'agosto del 2019, prima di ogni partita casalinga dell'Inter dopo l'inno ufficiale.
Nel 2021, per celebrare la vittoria del diciannovesimo scudetto, è stata pubblicata la canzone I M INTER (Yes I M), composta da Max Pezzali con Claudio Cecchetto e Mirko Mengozzi, e cantata dallo stesso Mengozzi con Caterina Mastaglio.

## Strutture

### Stadio

L'Arena Civica, impianto casalingo dell'Inter dal 1930 al 1947.

Il primo campo di gioco utilizzato dall'Inter fu il campo di Ripa Ticinese, nella zona sud-ovest di Milano; uno dei lati minori del prato verde era fiancheggiato dal Naviglio Grande ed è per questo che, tutte le volte che si disputavano delle partite, una persona con una barca stazionava nel fiume per recuperare i palloni che andavano a finirci dentro. Dal 1913 venne utilizzato il campo di via Goldoni situato in via Goldoni 61, corrispondente all'attuale Piazza Novelli; nel 1928 venne intitolato a Virgilio Fossati.
Dopo il crollo della tribuna nel 1930, il campo venne chiuso e l'Inter si trasferì all'Arena Civica, dove disputò i suoi incontri casalinghi fino al 1947. Per un breve periodo, dall'ottobre del 1941 al giugno del 1945, l'Inter dovette condividere l'Arena con l'altra squadra milanese, il Milan; durante la seconda guerra mondiale infatti, San Siro era difficilmente raggiungibile dai tifosi a causa della penuria di energia elettrica, indispensabile a far funzionare i tram che portavano gli spettatori all'impianto sportivo.

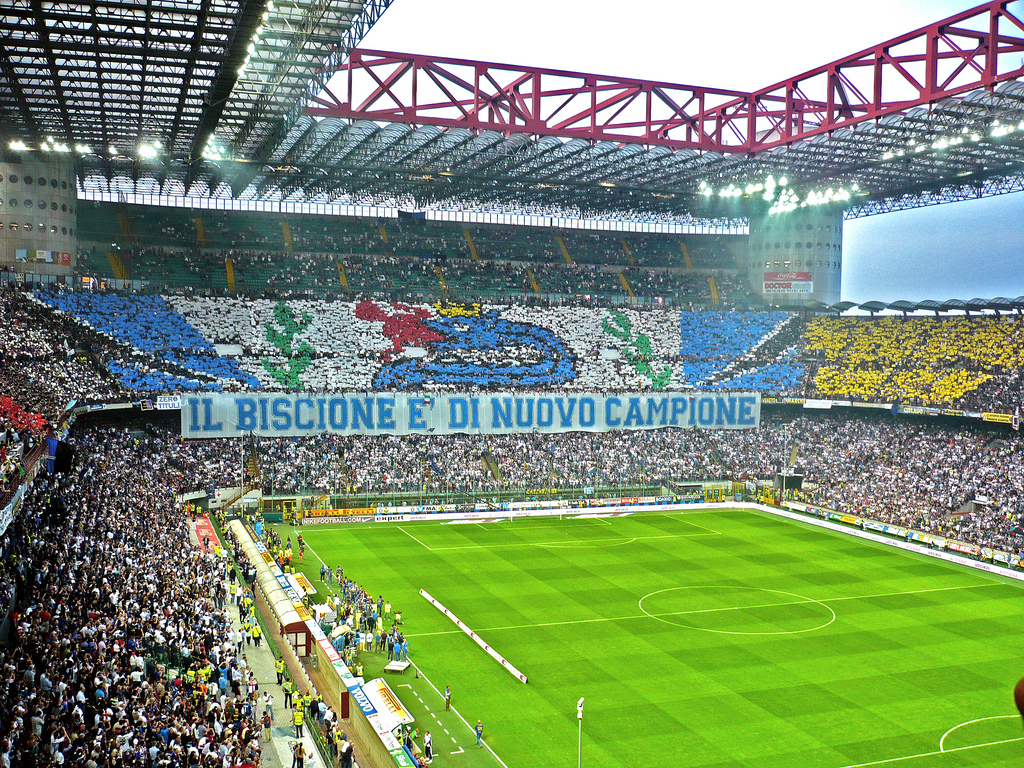
Lo stadio Giuseppe Meazza ospita le gare interne dell'Inter a partire dal 1947.

A partire dal 1947, l'Inter si trasferì stabilmente a San Siro, chiamato così dal nome del quartiere in cui sorge. L'impianto era stato ufficialmente inaugurato il 19 settembre 1926 con una partita tra Inter e Milan (terminata 6-3 in favore dei nerazzurri). La capienza originaria era di 35 000 persone, ma fu portata a 50 000 dopo i lavori di ampliamento che si svolsero tra il 1954 e il 1955 con la costruzione del secondo livello di spalti, raggiungibili attraverso le rampe. Nel 1990, in occasione dei mondiali di calcio, si decise di realizzare anche un terzo anello di spettatori, che portò la capienza a 85 700 posti (in seguito ridotti fino agli attuali 75 923). Dal 1980 è intitolato a Giuseppe Meazza, attaccante tra gli anni 1930 e 1940 sia dell'Inter sia del Milan.

### Centro di allenamento
I primi campi di allenamento utilizzati dall'Inter furono quelli dell'Aeronautica all'Idroscalo e della storica Arena Civica.

Il Centro Sportivo Angelo Moratti ad Appiano Gentile, sede di allenamento della prima squadra dell'Inter dal 1962.

Nel 1962 venne inaugurato il nuovo centro d'allenamento di Appiano Gentile, in provincia di Como. Noto comunemente come La Pinetina e intitolato ad Angelo Moratti nel 1981, nel 2024 ha assunto l'attuale denominazione commerciale di BPER Training Centre in memory of Angelo Moratti in seguito ad un accordo di sponsorizzazione con BPER Banca. Il centro sportivo dispone di cinque campi da gioco, di cui due di dimensione ridotta; uno di questi è coperto da una tensostruttura mobile ed è utilizzato soprattutto in caso di freddo eccessivo e di maltempo. Inoltre, è dotato di una piscina, due palestre, una sala medica, cinque spogliatoi e due magazzini. All'interno della struttura è situata la clubhouse che ospita le camere da letto dei calciatori della prima squadra e ulteriori spazi a disposizione di staff e dirigenza. Il centro ospita anche gli studi televisivi di Inter TV e la sala stampa utilizzata per le conferenze stampa.
Il Centro Sportivo Giacinto Facchetti di Milano, noto come KONAMI Youth Development Centre in memory of Giacinto Facchetti in seguito all'accordo di sponsorizzazione con la Konami, è invece il centro sportivo delle giovanili e della prima squadra femminile. Oltre ad ospitare il college, il centro dispone di sei campi da gioco tutti in erba sintetica, un campo in erba naturale per l'allenamento dei portieri, un campo di dimensioni ridotte per il recupero degli infortunati, una "gabbia", una palestra attrezzata, una sala medica, dieci spogliatoi, una clubhouse, magazzini e uffici.

## Società

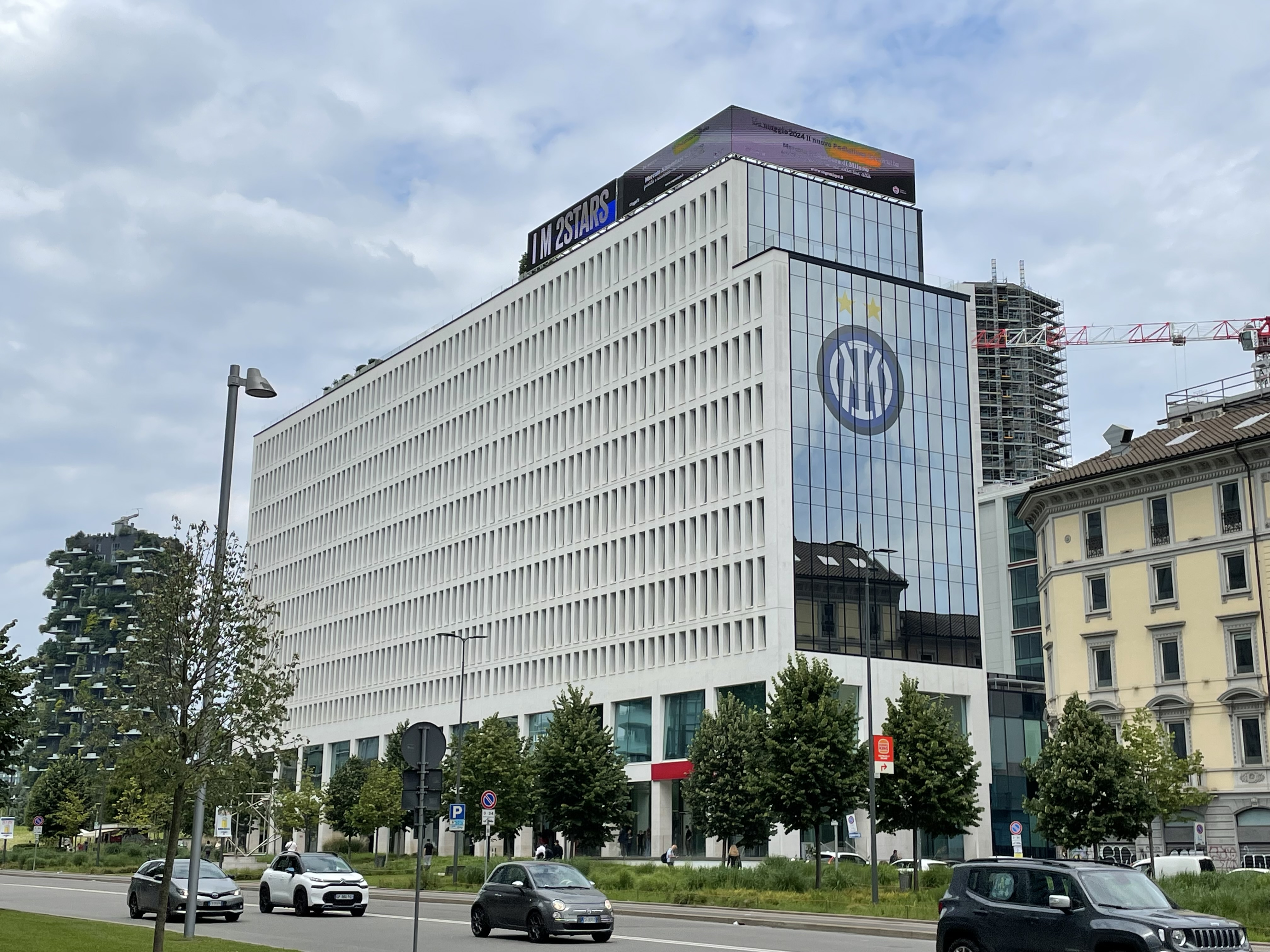
Il palazzo The Corner a Milano, sede dell'Inter dal 2019: gli uffici della società occupano gli ultimi cinque piani

La squadra di calcio maschile dell'Internazionale, fondata il 9 marzo 1908 come associazione con il nome Football Club Internazionale, è dal 20 giugno 1967 una società per azioni denominata ufficialmente Football Club Internazionale Milano. La sede legale e operativa si trova dal 2019 presso l'edificio The Corner, in viale della Liberazione 16/18 a Milano; la società è iscritta alla Camera di Commercio di Milano-Monza e Brianza-Lodi e risulta avere, al 2023, 496 dipendenti e un capitale sociale di 19 195 313,34 euro.
Dal 22 maggio 2024 la società d'investimento statunitense Oaktree Capital Management detiene il controllo indiretto del 99,6% delle azioni di F.C. Internazionale Milano SpA. Nello specifico, il 68,55% del capitale sociale nerazzurro è stato rilevato tramite le partecipazioni a cascata nelle società lussemburghesi Great Horizon SàRL, Grand Sunshine SàRL e Grand Tower SàRL (quest'ultima effettiva intestataria delle azioni dell'Inter); il 31,05% è stato invece acquisito tramite LionRock Zuqiu Limited (precedentemente in capo al fondo d'investimento hongkonghese LionRock Capital), a sua volta controllante della società di diritto italiano International Sport Capital SpA. L'acquisizione da parte di Oaktree, praticata mediante GLAS Trust Corporation Limited in qualità di agente e OCM Luxembourg Sunshine SàRL in qualità di veicolo designato, è avvenuta per escussione a seguito della mancata restituzione di un prestito triennale concesso nel 2021 alla precedente proprietà del club (il gruppo Suning, dell'imprenditore cinese Zhang Jindong e del figlio Steven Zhang), con le azioni delle controllanti nerazzurre offerte in pegno come contropartita.
Il rimanente capitale azionario, pari allo 0,40%, è detenuto da altri piccoli azionisti, tra i quali la società italiana Pirelli & C. S.p.A. per lo 0,37% e il restante 0,03% suddiviso fra personalità a vario titolo legate all'Inter, tra i quali i figli di Giacinto Facchetti, alcuni parenti di Massimo Moratti, Tommaso Giulini, Giacomo Poretti, Ignazio La Russa, Gino & Michele.
F.C. Internazionale Milano SpA è inoltre la capogruppo del "Gruppo F.C. Internazionale Milano", del quale fanno parte le seguenti controllate: Inter Brand s.r.l. (al 100%), che si occupa prevalentemente dell'attività connessa all’incasso dei crediti residui; Inter Media and Communication S.p.A. (al 55,61%, mentre il restante 44,39% è a partecipazione incrociata di Inter Brand), che si occupa di attività finanziarie; Inter Futura s.r.l. (al 100%), che si occupa del settore dei servizi e, in particolare, svolge attività di organizzazione con fini sociali, culturali e ricreativi; inoltre possiede una quota della società collegata M-I Stadio s.r.l. (al 50% con il Milan), che si occupa della gestione dello stadio Giuseppe Meazza di Milano.
Al 2025, in base a quanto emerge dal Deloitte Football Money League 2025, rapporto stilato dalla società di revisione e consulenza aziendale statunitense Deloitte Touche Tohmatsu, l'Inter risulta essere il secondo club italiano e quattordicesimo a livello mondiale in termini di fatturato (391 milioni di euro); inoltre, è stato inserito al terzo posto in Italia e al diciottesimo posto in ambito internazionale, in questo caso in termini di valore societario, nella classifica 2024 stilata dalla rivista statunitense Forbes (1 000 milioni di euro); infine, il secondo posto in ambito nazionale e quattordicesimo in quello internazionale sono attribuiti al brand Inter, secondo il report della società di consulenza globale per la valutazione dei marchi, l'inglese Brand Finance, che nel 2023 lo valuta in 509 milioni di euro e un Rating AAA-.
Il club è membro ordinario dell'European Club Association (ECA), organismo privato che rappresenta le società calcistiche a livello europeo e riconosciuto dall'UEFA, sorto nel 2008 in sostituzione della G-14, organizzazione non riconosciuta dalla confederazione europea, nonché del Forum dei club europei, unità operativa della stessa UEFA, di cui l'Inter era, per entrambe, fondatore nonché socio permanente.

### Organigramma societario
Il governo societario del Football Club Internazionale Milano, al 2024, prevede un sistema tradizionale formato dall'assemblea degli azionisti, dal consiglio di amministrazione (CdA) e dal collegio sindacale. Il CdA, rinnovato il 24 febbraio 2025, è composto da dieci membri, nominati dall'assemblea degli azionisti, dei quali cinque riconducibili all'azionista di maggioranza Oaktree Capital Management, tre dirigenti d'azienda e due indipendenti; Giuseppe Marotta dal 4 giugno 2024 ricopre la carica di presidente del consiglio di amministrazione, che si aggiunge a quella di amministratore delegato, dal 13 dicembre 2018 al 3 febbraio 2025 solo per l'area sportiva e dal 3 febbraio 2025 unico. Il collegio sindacale, rinnovato anch'esso nel 2021, è composto da tre membri.
I dati sull'organigramma sono tratti dal sito ufficiale della società.
- Presidente: Giuseppe Marotta
- Vice presidente: Javier Zanetti
- Consiglio di amministrazione: Giuseppe Marotta, Alejandro Cano, Katherine Ralph, Renato Meduri, Carlo Ligori, Delphine Nannan, Fausto Zanetton, Claudia D'Arpizio, Diego Gigliani, Massimiliano Catanese
- Collegio sindacale. Sindaci effettivi: Alessandro Padula, Roberto Cassader, Simone Biagiotti
- Amministratore delegato: Giuseppe Marotta
- Direttore sportivo: Piero Ausilio
- Chief Revenue Officer: Giorgio Ricci
- Chief Communications Officer: Matteo Pedinotti
- Chief Financial Officer: Andrea Accinelli
- Chief People Officer: Lionel Sacchi
- Chief Operating Officer: Mark Van Huuksloot

### Impegno nel sociale

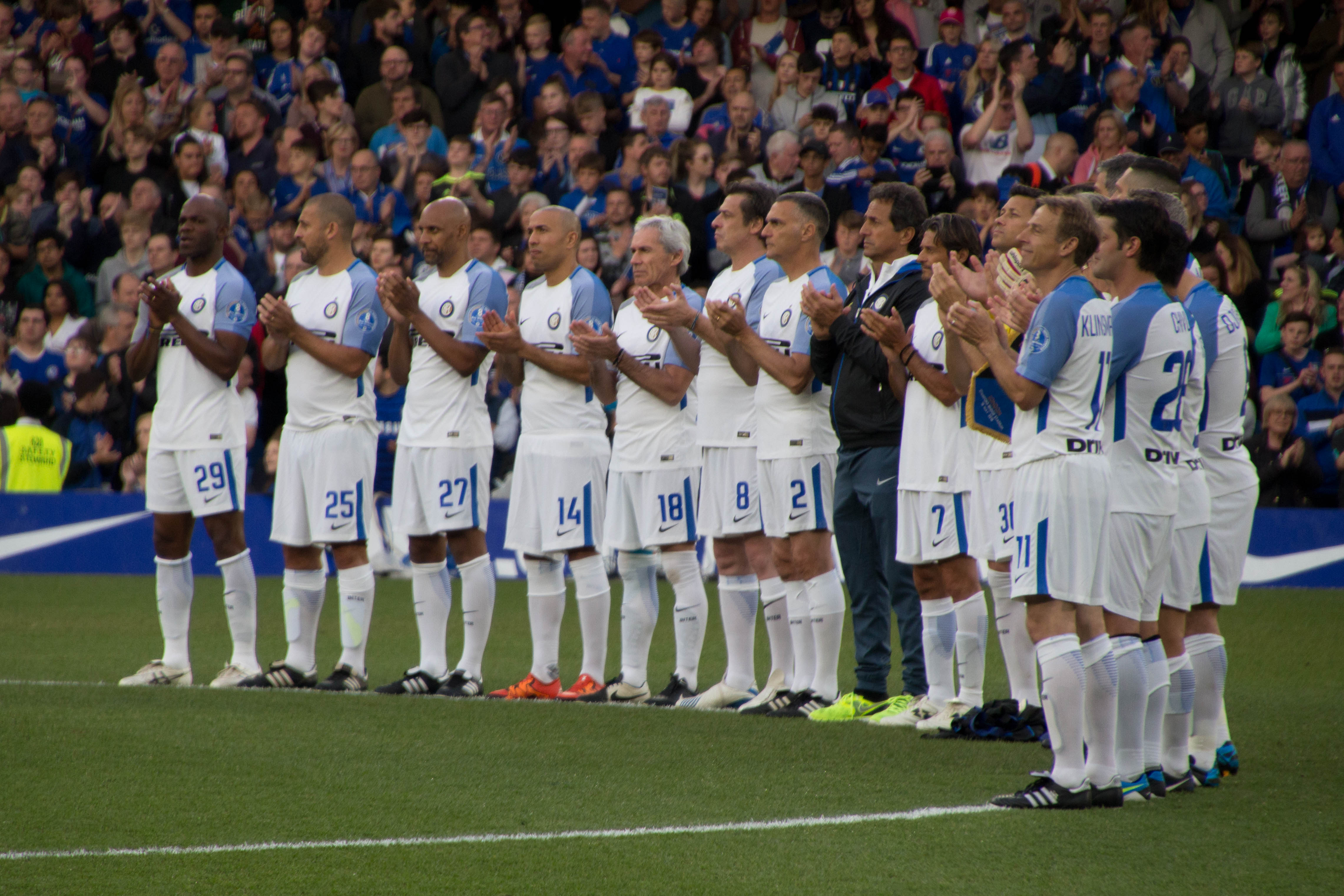
La selezione "Inter Forever" in campo a Londra nel 2018 per un'amichevole a scopo benefico.

L'Inter si è distinta per il suo costante impegno sociale. Nel febbraio 1996 nacque "Inter Campus", progetto benefico creato con lo scopo di promuovere la cultura dello sport anche in realtà periferiche tramite la fornitura di attrezzature da gioco e competenze tecniche a società calcistiche giovanili minori. Un anno dopo venne inaugurato anche "Inter Campus Estero", finalizzato a promuovere lo sport in numerose zone del mondo, specialmente in quelle teatro di conflitti bellici o in gravi difficoltà economiche, come le favelas di Rio de Janeiro, con l'obiettivo di restituire il Diritto al Gioco a bambine e bambini bisognosi. A dieci anni dalla nascita Inter Campus coinvolgeva circa 10 000 ragazzini dai 6 ai 13 anni in Italia e nel mondo, con una squadra di circa 300 tra allenatori-educatori e volontari. Il primo decennio di vita del progetto Inter Campus è culminato con un film documentario diretto da Gabriele Salvatores e presentato nel 2008 al Locarno Festival, mentre nel 2012, in occasione delle celebrazioni per i quindici anni del progetto, è stata inaugurata una partnership tra Inter Campus e l'Organizzazione delle Nazioni Unite (ONU).
Un'altra iniziativa degna di nota è il "gemellaggio", istituito nel 1998, tra l'Inter e il gruppo teatrale e culturale milanese Comuna Baires, che organizza periodicamente incontri con i giocatori, serate culturali sui loro paesi d'origine, dibattiti, spettacoli.
Dal 2012 è infine attiva "Inter Forever" (a sua volta erede del progetto "Glorie Nerazzurre" nato nella seconda metà degli anni 1990), una selezione master formata da ex calciatori interisti e dedicata al sostegno di cause benefico-sociali attraverso la disputa di amichevoli in giro per il mondo.

### Settore giovanile
Il settore giovanile dell'Inter è composto da varie squadre che gareggiano a livello nazionale e internazionale nei vari tornei di categoria. Il centro di allenamento del settore giovanile è il Centro Sportivo Giacinto Facchetti, situato a Milano. L'Inter ha istituito una rete di scuole calcio diffusa su tutto il territorio nazionale e presenta anche delle scuole estive distribuite in Lombardia: presso il Centro Sportivo Giacinto Facchetti (riservata ai giovani dagli 8 ai 14 anni), in varie scuole nella zona di Milano (dagli 8 ai 16 anni) e ad Asiago (dai 15 ai 17 anni).
La società meneghina ha una rete di osservatori che ne comprende 20 in Lombardia e altri 10 nel resto d'Italia. Tra i calciatori che hanno iniziato nell'Inter si annoverano nella prima parte del XX secolo Piero Campelli, Ermanno Aebi, Armando Castellazzi – tutti convocati in nazionale maggiore – e Giuseppe Meazza, uno dei giocatori più forti del calcio italiano e per due volte campione del mondo; nella seconda parte del Novecento si segnalano Giacinto Facchetti, Sandro Mazzola – bandiere della squadra negli anni 1960 –, Roberto Boninsegna, Gabriele Oriali, Giuseppe Bergomi, Riccardo Ferri e Walter Zenga, questi ultimi tre colonne dell'Inter e della nazionale tra gli anni 1980 e 1990.
All'inizio del III millennio sono da menzionare Leonardo Bonucci e Mario Balotelli, giocatori cresciuti nel settore giovanile interista ma affermatisi altrove.

## Diffusione nella cultura di massa

Giacomo Poretti e Marina Massironi in una scena di Tre uomini e una gamba (1997).

Il primo film in cui l'Inter è trattata come argomento cinematografico è Milano miliardaria (1951) di Marcello Marchesi e Vittorio Metz. Altri riferimenti al club si possono cogliere in una serie di commedie degli anni 1980 incentrate sul calcio e il tifo, come Eccezzziunale... veramente (1982), Paulo Roberto Cotechiño centravanti di sfondamento (1983),, L'allenatore nel pallone (1984) e Mi faccia causa (1984). Agli anni 1990 e 2000 risalgono film come Tre uomini e una gamba (1997), Radiofreccia (1998), Tifosi (1999), Tu la conosci Claudia? (2004), Il cosmo sul comò (2008) ed Eccezzziunale veramente - Capitolo secondo... me, tutti contenenti citazioni di vario genere all'Inter.
In ambito teatrale, l'Inter è menzionata nella pièce di Paolo Rossi Lode a Evaristo Beccalossi (1992), nella quale è ironicamente omaggiato l'omonimo giocatore nerazzurro, mentre nel contesto televisivo la squadra interista è citata in alcuni sketch proposti negli anni 1990 a Mai dire Gol da Aldo, Giovanni e Giacomo e negli anni 2000 da Ficarra e Picone a Zelig, oltre che in due sit-com sempre degli anni 2000 come Il mammo e Love Bugs.
Per quanto concerne le opere letterarie, l'Inter è l'argomento principale di una serie di libri scritti da Beppe Severgnini negli anni 2000 e 2010. Riferimenti all'Inter e ai suoi giocatori si possono cogliere anche in diverse copertine del fumetto Topolino (la prima nel 1976), e in due sequel del manga giapponese Capitan Tsubasa, oltre che negli anime derivati.
In ambito musicale, sono presenti riferimenti ai nerazzurri in brani come Eravamo in 100.000 (1968) di Adriano Celentano, Quelli che... (1975), di Enzo Jannacci, Hai un momento, Dio? (1995) di Luciano Ligabue, Fuori dall'hype dei Pinguini Tattici Nucleari (2019) e Ho fatto un sogno di Tananai, Rose Villain e Madame (2024). Luci a San Siro (1971) di Roberto Vecchioni, pur non citando direttamente l'Inter, rappresenta un ideale omaggio alla squadra.
In occasione delle celebrazioni per i 110 anni dell'Inter, il 19 marzo 2018 è stato svelato ufficialmente InterWall, un murale che raffigura alcuni dei giocatori e dei momenti più rappresentativi della storia nerazzurra. L'opera è stata realizzata dal club in collaborazione con Mediaset Premium sulla facciata di un palazzo milanese nel quartiere Isola.

## Allenatori e presidenti

### Allenatori

Helenio Herrera è l'allenatore più vincente della storia interista – a pari merito con Roberto Mancini – con 7 trofei conquistati.

Sono 73 gli allenatori che hanno assunto la guida tecnica dell'Inter, cinque dei quali di allenatore-dirigente e due che hanno ricoperto sia l'incarico di allenatore semplice che di allenatore-dirigente.
Il primo a svolgere compiti assimilabili a quelli di un allenatore fu Virgilio Fossati, in virtù del ruolo di capitano del club, mentre il primo allenatore professionista ingaggiato dal club fu il britannico Bob Spottiswood, che guidò i nerazzurri dal 1922 al 1924.
Il tecnico che è stato in carica più a lungo è Helenio Herrera, rimasto alla guida della squadra per nove anni, di cui otto consecutivi dal 1960 al 1968 (record per un allenatore straniero nella storia del calcio italiano). Herrera fu richiamato in panchina nel 1973 e detiene anche il primato di partite come allenatore (366) e di trofei vinti con il club (tre scudetti, due Coppe dei Campioni e due Coppe Intercontinentali, per un totale di 7 titoli). A pari merito con l'argentino come allenatore più vincente nella storia del club c'è Roberto Mancini, che è stato anche l'unico a vincere tre scudetti consecutivi con l'Inter (oltre a due Coppe Italia e due Supercoppe italiane).
Entra di diritto nella storia della società anche José Mourinho, che in due anni ha conquistato due scudetti, una Coppa Italia, una Supercoppa Italiana e soprattutto la Champions League, realizzando così, nella stagione 2009-2010, il cosiddetto treble (vittoria contemporanea di scudetto, coppa nazionale e Champions League).

### Presidenti

Angelo Moratti è stato il presidente della Grande Inter e capostipite della famiglia Moratti, il cui nome è legato a quello della società.

In più di 100 anni di storia societaria alla guida dell'Inter si sono avvicendati 21 presidenti.
Il primo presidente della società nerazzurra fu Giovanni Paramithiotti, che faceva parte anche dei 44 soci fondatori. Massimo Moratti è invece il presidente più longevo della storia nerazzurra, avendo guidato il club dal 1995 al 2013, eccetto la parentesi di Giacinto Facchetti dal 2004 al 2006. La gestione di Massimo Moratti è anche la più vincente della storia interista con 16 trofei in 18 anni, di cui 11 sotto la sua presidenza diretta.
Da segnalare anche Angelo Moratti, che contribuì in maniera determinante alla costruzione della Grande Inter, la squadra che centrò due Coppe dei Campioni e due Coppe Intercontinentali consecutive.
Nel 2013 l'indonesiano Erick Thohir è diventato il primo straniero a ricoprire la massima carica dirigenziale in oltre un secolo di storia. Nel 2018 Thohir ha lasciato il posto a Steven Zhang, che a 26 anni è diventato il più giovane presidente nella storia della società interista.

## Calciatori

Ronaldo, vincitore in nerazzurro del Pallone d'oro 1997.

In oltre un secolo di storia hanno vestito la maglia dell'Inter oltre 900 calciatori, in gran parte italiani, e alcuni di questi hanno militato nella nazionale italiana.
Tra i calciatori italiani di rilievo che hanno militato nell'Inter sono annoverati Virgilio Fossati, uno dei primi idoli della tifoseria nerazzurra, Giuseppe Meazza, giocatore simbolo degli anni 1930 e trascinatore della nazionale vincitrice di due campionati mondiali nel 1934 e nel 1938, Giacinto Facchetti, uno dei giocatori più rappresentativi dell'intera storia interista, Tarcisio Burgnich, Sandro Mazzola – tutti vincitori del campionato europeo 1968 –, Alessandro Altobelli, Giuseppe Bergomi, – campioni del mondo nel 1982 – e il plurivincitore del premio Portiere dell'anno IFFHS Walter Zenga; negli anni 2000 sono da menzionare Christian Vieri e Marco Materazzi, quest'ultimo campione del mondo nel 2006; dagli anni 2010 in avanti sono da citare Nicolò Barella e Alessandro Bastoni, vincitori del campionato europeo 2020.
Tra i giocatori non italiani ad aver vestito la maglia dell'Inter si segnalano negli anni 1950 e 1960 l'ungherese István Nyers, il miglior marcatore straniero della storia interista in Serie A, l'argentino Antonio Angelillo e lo spagnolo Luis Suárez; tra gli anni 1980 e 1990 sono da citare il Pallone d'oro 1990 Lothar Matthäus, Andreas Brehme e Jürgen Klinsmann, tutti vincitori del campionato mondiale 1990; tra gli anni 1990 e 2000 vanno menzionati il Pallone d'oro 1997 Ronaldo, campione del mondo nel 2002, l'argentino Javier Zanetti, detentore assoluto del record di presenze nella storia nerazzurra, il francese Youri Djorkaeff, campione del mondo nel 1998, e il colombiano Iván Córdoba; dagli anni 2010 in avanti vanno citati infine lo sloveno Samir Handanovič e gli argentini Diego Milito, Mauro Icardi e Lautaro Martínez, campione del mondo nel 2022.

### Hall of Fame
Il 2 dicembre 2017 è stata presentata la Hall of Fame dell'Inter, nata allo scopo di celebrare e ricordare i migliori giocatori nella storia del club. Per ogni ruolo (portiere, difensore, centrocampista e attaccante) sono stati selezionati tutti i calciatori con un passato nell'Inter che avessero determinati requisiti (almeno 60 presenze in gare ufficiali, almeno un titolo vinto, almeno 3 anni dal ritiro); in seguito sono stati annunciati tre candidati finali per ogni categoria. Al voto hanno partecipato tifosi e giornalisti, oltre a dipendenti e calciatori del mondo Inter.
I primi quattro giocatori ad entrare nella Hall of Fame nerazzurra, rivelati in occasione delle celebrazioni per il 110º anniversario di fondazione del club, sono stati Walter Zenga, Javier Zanetti, Lothar Matthäus e Ronaldo. Inoltre è stato assegnato un Premio Speciale alla famiglia Moratti.
Successivamente, ogni anno, viene votato e inserito un nuovo giocatore per ognuno dei quattro ruoli. Nel 2019 ad entrare nella Hall of Fame sono stati Francesco Toldo, Giacinto Facchetti, Dejan Stanković e Giuseppe Meazza. Contestualmente, è stato assegnato il Premio BUU – Brothers Universally United ad Astutillo Malgioglio. Nel 2020 ad entrare sono stati Júlio César, Giuseppe Bergomi, Esteban Cambiasso e Diego Milito, mentre il Premio Speciale è andato a Ernesto Pellegrini. I nuovi entrati nel 2021 sono stati Gianluca Pagliuca, Marco Materazzi, Wesley Sneijder e Samuel Eto'o, con il premio speciale assegnato a Peppino Prisco. Nel 2022 ad entrare sono stati Ivano Bordon, Maicon, Sandro Mazzola e Christian Vieri.

### Maglie ritirate
L'Inter, su proposta di Massimo Moratti, ha ritirato la maglia numero 3 in seguito alla morte del presidente ed ex bandiera interista Giacinto Facchetti, scomparso il 4 settembre 2006. Il 3 era, infatti, il numero che l'aveva caratterizzato durante tutta la carriera. L'ultimo possessore di tale numero è stato Nicolás Burdisso, che in seguito ha vestito la maglia numero 16.
Il 26 aprile 2015 il presidente Erick Thohir ha annunciato la decisione di voler ritirare la maglia numero 4 appartenuta a Javier Zanetti, che l'ha indossata per diciannove anni consecutivi. La cerimonia di ritiro si è svolta il 4 maggio a San Siro in occasione del Match for Expo.

### Contributo alle nazionali di calcio

La nazionale italiana scesa in campo nella ripetizione della finale del campionato europeo 1968, con quattro interisti nell'undici di partenza: Burgnich, Domenghini, il capitano Facchetti e Mazzola.

All'8 novembre 2024 l'Inter è il secondo club che ha fornito il maggior numero di giocatori alla nazionale italiana: a tale data, infatti, 119 elementi hanno vestito la maglia azzurra all'epoca della loro militanza interista (meglio ha fatto solo la Juventus con 152). Il contributo maggiore dell'Inter in termini di elementi prestati alla nazionale italiana risale ai mondiali del 1954, del 1970 e del 1986, edizioni in cui furono schierati sei uomini dell'Inter ciascuna: Ghezzi, Vincenzi, Giacomazzi, Neri, Nesti e Lorenzi nel 1954; Burgnich, Facchetti, Mazzola, Bertini, Vieri e Boninsegna nel 1970; Bergomi, Collovati, Baresi, Tardelli, Altobelli e Zenga nel 1986.
Sono 14 in totale i giocatori dell'Inter militanti nelle selezioni nazionali italiane campioni del mondo; fra questi Meazza lo è stato per ben due volte: i convocati nerazzurri sono stati quattro nel 1934 (Allemandi, Castellazzi, Demaría e Meazza), cinque nel 1938 (Ferrari, Ferraris II, Locatelli, Olmi e Meazza), cinque nel 1982 (Altobelli, Bergomi, Bordon, Marini e Oriali) e uno nel 2006 (Materazzi). Solo la Juventus, con 22 calciatori italiani, e il Bayern Monaco, con 21 tedeschi, hanno saputo fare meglio. Sei sono, invece, i calciatori dell'Inter laureatisi campioni d'Europa con la nazionale, quattro nel 1968 (Burgnich, Domenghini, Facchetti e Mazzola) e due nel 2021 (Barella e Bastoni).
L'Inter è al terzo posto anche nella classifica assoluta dei club che vantano giocatori campioni del mondo con la propria nazionale, 20: ai 14 citati vanno aggiunti Andreas Brehme, Jürgen Klinsmann e Lothar Matthäus, campioni nel 1990 con la Germania, Youri Djorkaeff, campione nel 1998 con la Francia, Ronaldo, campione nel 2002 con il Brasile e Lautaro Martínez, campione nel 2022 con l'Argentina. L'Inter è preceduta in tale graduatoria sempre dalla Juventus (27) e dal Bayern Monaco (24). Quanto al campionato d'Europa, oltre ai sei italiani citati, altri tre giocatori sono vincitori del torneo con nazionali diverse da quella italiana: Luis Suárez (Spagna, 1964), Laurent Blanc (Francia, 2000) e Giōrgos Karagkounīs (Grecia, 2004).
In totale, al mondiale 2018, l'Inter è la terza squadra che può vantare il maggior numero di giocatori convocati dalle rispettive nazionali al campionato del mondo, 121 (la Juventus e il Barcellona sono prima e seconda a quota 126 e 125), ed è il terzo club per numero di reti nella manifestazione, 71 (dietro al Bayern Monaco e al Real Madrid a quota 76 e 74). Inoltre, al mondiale 2010, i calciatori nerazzurri sono secondi per quantità di partite disputate, 361 (la Juventus è prima a quota 362). L'Inter, infine, detiene il primato di marcatori e reti segnate nelle finali mondiali, rispettivamente 7 e 8, e vanta col Bayern Monaco la striscia record che vede la presenza di almeno un giocatore nerazzurro nelle rose delle finaliste nonché in campo durante la finale stessa nelle ultime 11 edizioni del torneo, dal 1982 al 2022.

## Palmarès

### Competizioni nazionali

La formazione nerazzurra vincitrice del primo scudetto nella stagione 1909-10

- Campionato italiano: 20

1909-1910; 1919-1920; 1929-1930; 1937-1938; 1939-1940; 1952-1953; 1953-1954; 1962-1963; 1964-1965; 1965-1966 
1970-1971; 1979-1980; 1988-1989; 2005-2006; 2006-2007; 2007-2008; 2008-2009; 2009-2010; 2020-2021; 2023-2024  
- Coppa Italia: 9

1938-1939; 1977-1978; 1981-1982; 2004-2005; 2005-2006; 2009-2010; 2010-2011; 2021-2022; 2022-2023
- Supercoppa italiana: 8

1989; 2005; 2006; 2008; 2010; 2021; 2022; 2023

### Competizioni internazionali

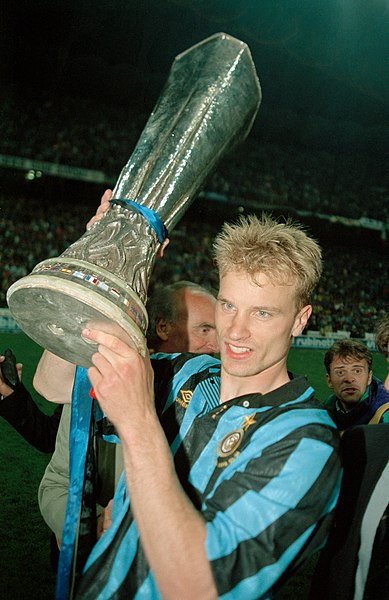
Dennis Bergkamp solleva la Coppa UEFA 1993-94

- Coppa dei Campioni/UEFA Champions League: 3

1963-1964; 1964-1965; 2009-2010
- Coppa UEFA: 3  (record italiano condiviso con la Juventus)

1990-1991; 1993-1994; 1997-1998
- Coppa Intercontinentale: 2

1964; 1965
- Coppa del mondo per club: 1  (record italiano condiviso con il Milan)

2010

### Competizioni giovanili
Il settore giovanile dell'Inter è uno dei più vittoriosi della sua categoria sia in ambito nazionale, avendo conquistato 38 titoli di campione d'Italia (a cui vanno aggiunti 10 scudetti vinti dalle disciolte squadre riserve) 6 Coppe Italia e 5 Supercoppe italiane, sia a livello internazionale, con numerosi trofei ufficiali tra i quali alcuni relativi alle competizioni più importanti al mondo nella categoria, come per esempio il Torneo di Viareggio (vinto 8 volte) e la Blue Stars/FIFA Youth Cup (vinta una volta).
Fra i primati assoluti conquistati dalle squadre giovanili dell'Inter, si segnalano la vittoria contemporanea di tre dei quattro titoli italiani nel 2012 (Primavera, Juniores-Berretti e Giovanissimi) e di tre scudetti su cinque nel 2017 (Primavera, Juniores-Berretti e Allievi) e 2018 (Primavera, Under-16 e Giovanissimi), nonché il raggiungimento simultaneo di quattro finali su cinque dei campionati nel 2017 e nel 2019.

#### Competizioni nazionali
- Campionato Primavera: 11  (record)

1963-1964; 1965-1966; 1968-1969; 1988-1989; 2001-2002; 2006-2007; 2011-2012; 2016-2017; 2017-2018; 2021-2022; 2024-2025
- Coppa Italia Primavera: 6

1972-1973; 1975-1976; 1976-1977; 1977-1978; 2005-2006; 2015-2016
- Supercoppa Primavera: 1

2017
- Campionato Nazionale Dante Berretti: 6

1979-1980; 1983-1984; 1990-1991; 2011-2012; 2015-2016; 2016-2017
- Campionato Ragazzi: 1

1937-1938
- Campionato Nazionale Under-17: 8

1984-1985; 1986-1987; 1990-1991; 1997-1998; 2007-2008; 2013-2014; 2016-2017; 2018-2019
- Campionato Nazionale Under-16: 1

2017-2018
- Campionato Nazionale Under-15: 11 (record)

1987-1988; 1996-1997; 2002-2003; 2005-2006; 2008-2009; 2011-2012; 2012-2013; 2014-2015; 2017-2018; 2022-2023; 2024-2025
- Supercoppa Under-17: 3 (record)

2014, 2017, 2019
- Supercoppa Under-15: 1 (record condiviso con la Roma e la Juventus)

2018

#### Competizioni internazionali
- Torneo di Viareggio: 8

1962; 1971; 1986; 2002; 2008; 2011; 2015; 2018
- Blue Stars/FIFA Youth Cup: 1

1983
- Champions Under-18 Challenge: 1  (record)

2010
- NextGen Series: 1  (record condiviso con l'Aston Villa)

2011-2012

## Statistiche e record

### Partecipazione ai campionati
| Livello | Categoria           | Partecipazioni | Debutto   | Ultima stagione | Totale |
| ------- | ------------------- | -------------- | --------- | --------------- | ------ |
| 1º      | Prima Categoria     | 7              | 1909-1910 | 1921-1922       | 109    |
| 1º      | Prima Divisione     | 5              | 1921-1922 | 1925-1926       | 109    |
| 1º      | Divisione Nazionale | 4              | 1926-1927 | 1945-1946       | 109    |
| 1º      | Serie A             | 93             | 1929-1930 | 2024-2025       | 109    |

In 109 stagioni sportive a partire dall'esordio a livello nazionale il 7 novembre 1909, inclusi 16 campionati di Prima Categoria e Prima Divisione e Divisione Nazionale (A). Sono escluse le stagioni 1909 e 1912-13, nelle quali l'Inter non superò le eliminatorie regionali, nonché le stagioni belliche dal 1915-1916 al 1918-1919 e dal 1943-1944 al 1944-1945.

### Statistiche di squadra

La rosa dell'Inter che nella stagione 1988-89 vinse lo scudetto dei record, facendo segnare numerosi primati nella storia del campionato italiano.

In 111 stagioni di partecipazione al campionato italiano di calcio a partire dall'esordio ufficiale, risalente al 10 gennaio 1909, l'Inter ha disputato 109 tornei di primo livello nazionale (93 campionati di Serie A, 7 di Prima Categoria, 5 di Prima Divisione e 4 di Divisione Nazionale), mentre per 2 volte non ha superato le eliminatorie regionali di massima serie (1909 e 1912-13). Dal 1929, anno dell'istituzione del torneo a girone unico, con 93 partecipazioni l'Inter è l'unica squadra italiana ad aver sempre militato in Serie A, campionato di cui peraltro ha vinto la prima edizione del 1929-30. L'Inter è anche la vincitrice dell'unico altro campionato precedente giocato a girone unico, quello del 1909-10.
I nerazzurri hanno terminato il campionato 20 volte primi, 16 volte secondi e 15 volte terzi, mentre dall'avvio del girone unico l'Inter è stata 18 volte campione d'inverno (1933-34, 1937-38, 1950-51, 1952-53, 1953-54, 1960-61, 1961-62, 1965-66, 1966-67, 1979-80, 1988-89, 1990-91, 2006-07, 2007-08, 2008-09, 2009-10, 2021-22 e 2023-24). La miglior vittoria dell'Inter è il 16-0 del 10 gennaio 1915 contro il Vicenza (Prima Categoria 1914-15) mentre la peggiore sconfitta è il 9-1 subito contro la Juventus il 10 giugno 1961 (Serie A 1960-61).
Al termine della stagione 1988-89 l'Inter ha totalizzato la percentuale più alta dei punti disponibili in un campionato di Serie A: l'85,29% (58 punti su 68 disponibili), con media inglese +7 (record poi battuto dalla Juventus nel 2013-14 con l'89,47% dei punti conquistati). Nella stessa annata l'Inter ha stabilito il record di punti in un campionato a 18 squadre con due punti per vittoria (58).
Al termine della stagione 2006-07, l'Inter ha stabilito il record di punti (97), di vittorie consecutive (17), di vittorie complessive (30 su 38 partite) e di successi esterni (15 su 19 incontri disputati). In seguito, i record di punti e di vittorie complessive in una stagione sono stati battuti dalla Juventus nell'annata 2013-14, mentre quelle di vittorie esterne è stato superato dal Milan nella stagione 2020-21. Nel 2007 l'Inter ha stabilito il primato di punti in campionato in un anno solare (92 in 37 partite), raggiungendo una media di 2,48 punti a partita (record poi battuto dalla Juventus nel 2012).
Nella stagione 2020-2021 i nerazzurri hanno conseguito il primato del maggior numero di vittorie consecutive dall'inizio del girone di ritorno (11), e hanno eguagliato il record, precedentemente ottenuto dalla Juventus nelle stagioni dal 2013-2014 al 2017-2018, del maggior numero di squadre avversarie battute in campionato (19 su 19). Nel 2021 i meneghini hanno stabilito il nuovo primato di punti totalizzati nel campionato italiano in un anno solare (104), battendo il precedente record stabilito dalla Juventus nel 2018.
A livello di coppe nazionali l'Inter è al secondo posto per numero di finali disputate: 15 di Coppa Italia (con 9 vittorie, delle quali 2 consecutivamente per tre volte) e 12 di Supercoppa italiana (con 8 successi, di cui 3 consecutivamente dal 2021 al 2023) per un totale di 27 finali, che la pongono dietro alla Juventus con 38 finali (sono esclusi dal conteggio i gironi finali di Coppa Italia).
Il record di finali consecutive in Supercoppa italiana è stato stabilito dall'Inter con 7 edizioni disputate consecutivamente (dal 2005 al 2011), prima di essere battuto dalla Juventus con 10 edizioni (dal 2012 al 2021). In precedenza il primato apparteneva al Milan, che aveva giocato 3 edizioni consecutive: nel 1992, 1993 e 1994.
Nella stagione 2005-06, l'Inter è stata la prima squadra italiana a realizzare il treble nazionale, vincendo campionato, Coppa nazionale e Supercoppa di Lega.
In ambito internazionale, l'Inter è la prima e unica squadra italiana, nonché la sesta in Europa, ad aver realizzato il treble, ossia la conquista nella stessa stagione di campionato, Coppa nazionale e Champions League, traguardo raggiunto nel 2009-10. Nel 1964 l'Inter è stata la prima compagine italiana a vincere la Coppa Intercontinentale, mentre nel 1965 è diventata l'unica italiana, nonché la prima europea, ad aver vinto campionato, Coppa dei Campioni e Coppa Intercontinentale nello stesso anno.
L'Inter è la squadra italiana che vanta il maggior numero di partecipazioni alla Coppa UEFA/Europa League. Escludendo le edizioni della Coppa delle Fiere, in quanto tale manifestazione non viene riconosciuta dall'UEFA, la società ha disputato 28 volte la manifestazione.
L'avversario affrontato più volte dall'Inter in gare ufficiali è la Juventus (247 volte), seguita dal Milan (236 volte), dalla Roma (213 volte) e dal Torino (200 volte). In campo internazionale, gli avversari più frequenti sono il Real Madrid (19 incontri), il Barcellona (18 incontri),, il Bayern Monaco (11 incontri) e il Valencia (10 incontri).

### Statistiche individuali

Javier Zanetti, primatista assoluto di presenze nella storia del club.

Il giocatore con il maggior numero di presenze in nerazzurro è Javier Zanetti, con 858 presenze in 19 stagioni. Seguono Giuseppe Bergomi (756 partite in 20 stagioni), Giacinto Facchetti (634 presenze in 18 stagioni), Sandro Mazzola (565 presenze in 17 stagioni) e Giuseppe Baresi (559 presenze in 15 stagioni).
Javier Zanetti, con 615 presenze in Serie A, è il primo giocatore con presenze nell'Inter, ed è anche primo fra i giocatori non nati in Italia.
Il capocannoniere di tutti i tempi è Giuseppe Meazza, con 288 gol segnati in 14 stagioni. Alle sue spalle Alessandro Altobelli (209 gol in 11 stagioni), Roberto Boninsegna (171 in 7 stagioni), Sandro Mazzola (160 in 17 stagioni) e Luigi Cevenini (158 in 10 stagioni).
Il miglior marcatore dell'Inter in un campionato a girone unico è Antonio Angelillo, che nel 1958-59 realizzò 33 reti; inoltre, i 33 gol in 33 partite di Angelillo rappresentano anche il miglior risultato conseguito in un campionato a 18 squadre. Christian Vieri, con 24 gol in 23 partite nel 2002-03 (media per partita: 1,043), è stato il secondo calciatore, dopo Felice Borel nel 1932-33, ad aver vinto la classifica marcatori della serie A con un numero di reti superiore a quello delle presenze.

## Tifoseria

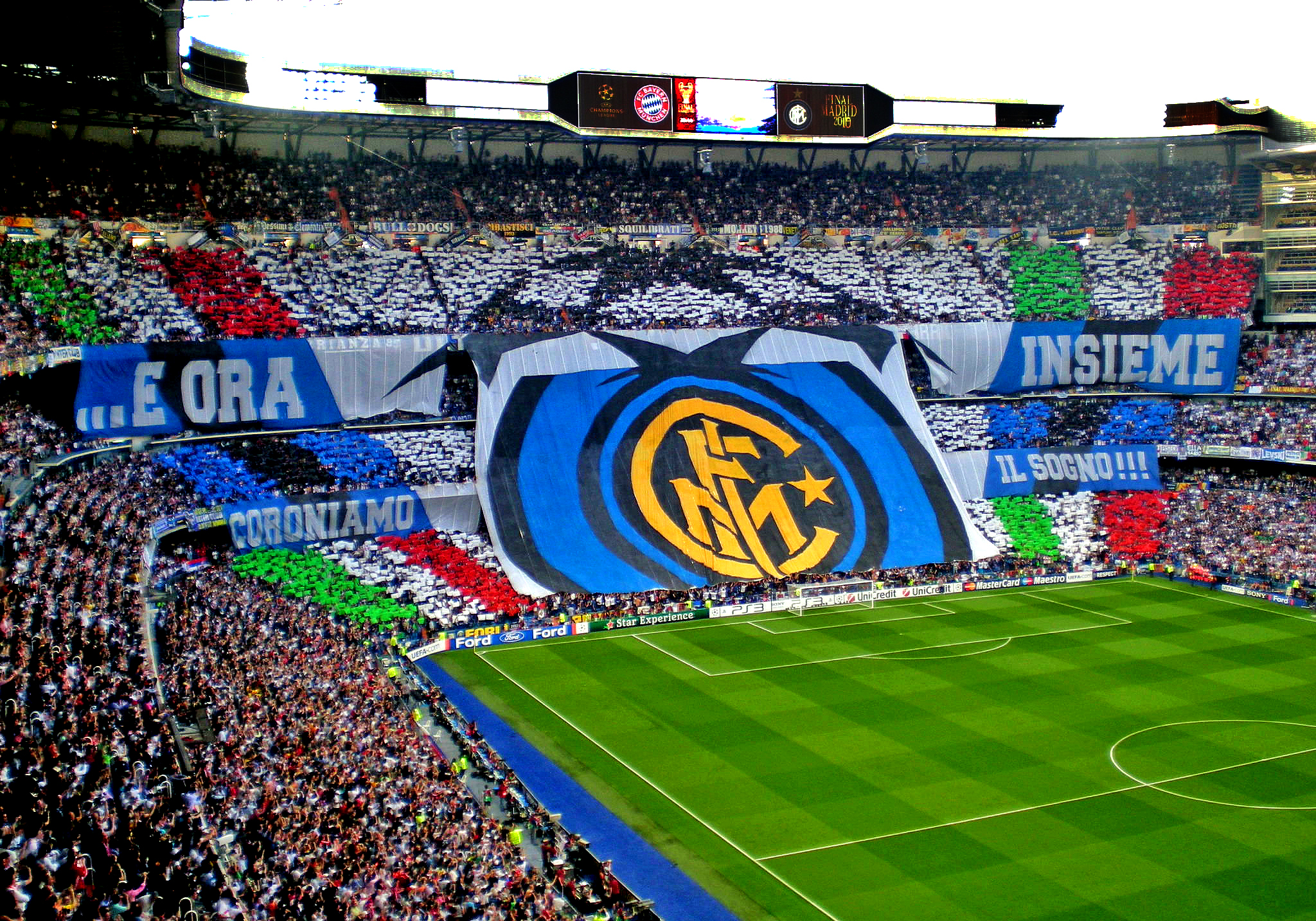
Coreografia dei tifosi dell'inter in occasione della finale della UEFA Champions League 2009-2010 il 22 maggio 2010

Secondo il sondaggio condotto dalla società "Demos & Pi" e pubblicato nel settembre 2016 su la Repubblica, l'Inter risulta il secondo club più sostenuto in Italia – a pari merito con il Milan e dietro la Juventus –, con il 14% di preferenze da parte del campione esaminato.
Inoltre, da un rapporto della società tedesca di indagini sul mercato sportivo "Sport+Markt" relativo al 2010, emerge come il club possa contare su un bacino potenziale di circa 17,5 milioni di sostenitori in Europa e di 9,3 milioni di simpatizzanti in Sudamerica (secondo un altro rapporto della stessa società del 2009).
Attualmente un buon numero di sostenitori si organizza in fan club e associazione di tifosi. Il principale è il Centro Coordinamento Inter Club (CCIC), che ha più di 1065 club riconosciuti ufficialmente dall'Inter. La società nerazzurra vanta numerosi club sparsi in tutte le regioni d'Italia e in trenta paesi nel resto del mondo.

### Storia

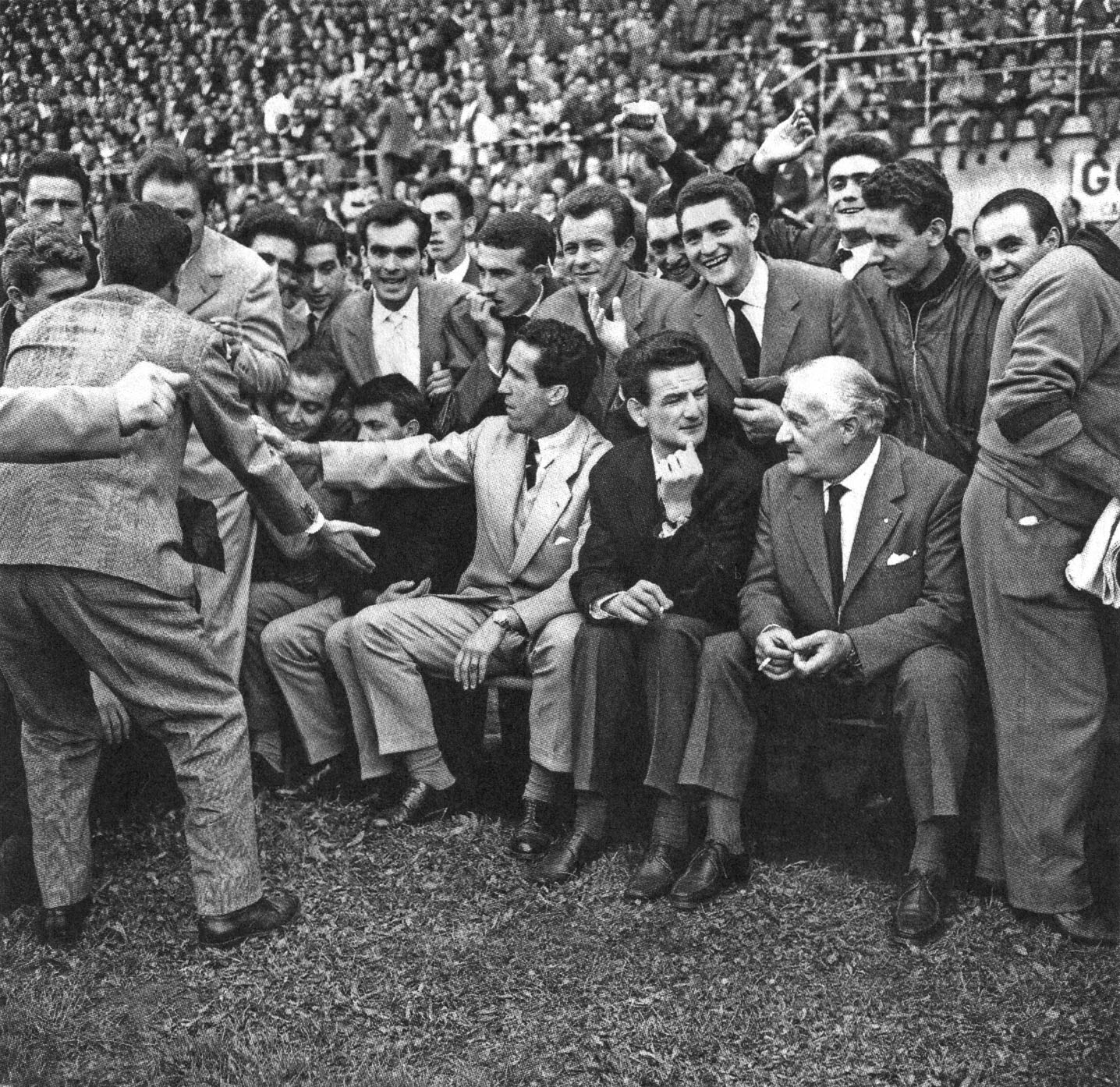
Un gruppo di baùscia nerazzurri, in giacca e cravatta come consuetudine degli anni 1960, attornia il tecnico Helenio Herrera

La cultura popolare voleva che a tifare per l'Inter fosse soprattutto la borghesia, a differenza della sua rivale cittadina, il Milan, sostenuta invece dalle classi popolari e dagli immigrati. Infatti, i tifosi dell'Inter soprannominavano quelli del Milan casciavìt, che in milanese significa cacciaviti, per indicare l'origine operaia dei sostenitori rossoneri. A loro volta, i milanisti chiamavano i nerazzurri baùscia, termine milanese che significa gradasso, per indicare uno degli stereotipi cittadini, essendo allora i nerazzurri appartenenti perlopiù alle classi medie e altolocate, di origine prettamente meneghina.

### Gemellaggi e rivalità

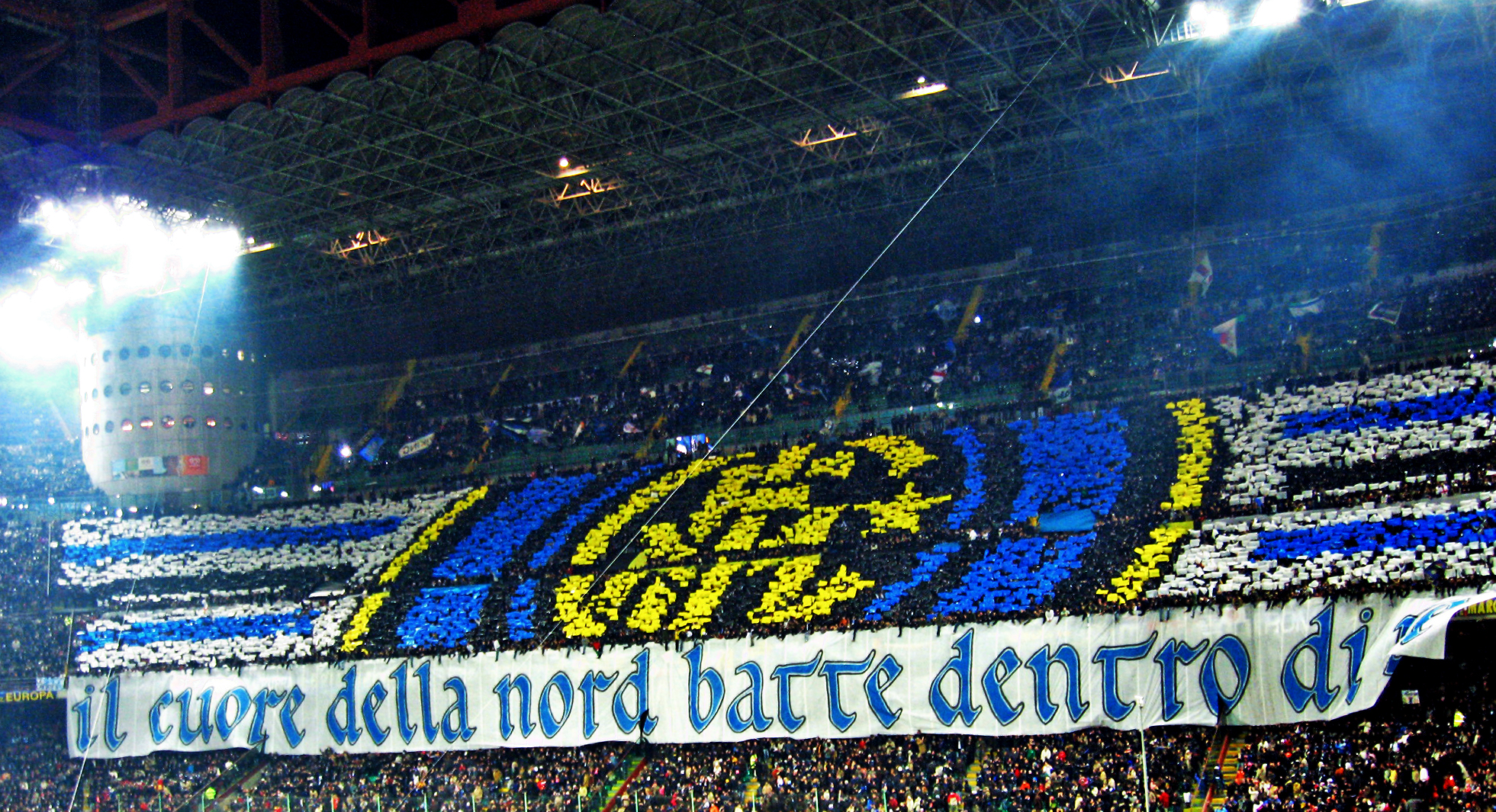
La coreografia preparata dai tifosi dell'Inter in occasione del derby della Madonnina del 15 febbraio 2009

Le tifoserie gemellate storicamente con quella dell'Inter sono quelle del Varese (per la rivalità con i tifosi comaschi, un tempo gemellati col Milan), e soprattutto della Lazio. Il gemellaggio con i laziali affonda le proprie radici intorno alla metà degli anni ottanta in risposta all'antico gemellaggio (poi rotto) fra Roma e Milan. Il legame è stato rinsaldato nella finale di Coppa UEFA 1997-1998 a Parigi, nonché il 5 maggio 2002 e il 2 maggio 2010 all'Olimpico, quando i tifosi laziali augurarono agli interisti la conquista del tricolore contro i comuni rivali della Roma. All'estero, esiste un rapporto di amicizia con la tifoseria del Nizza.
Le rivalità più accese sono soprattutto con le tifoserie del Milan, con cui i nerazzurri disputano il derby di Milano, noto anche come derby della Madonnina, e della Juventus, con cui l'Inter dà vita al derby d'Italia. Altre forti rivalità sussistono invece con le tifoserie del Napoli, dell'Atalanta e della Roma.

## Organico

### Rosa 2025-2026
Rosa e numerazione aggiornate al 20 agosto 2025.
| N. |                        | Ruolo | Calciatore                  |
| -- | ---------------------- | ----- | --------------------------- |
| 1  | Svizzera (bandiera)    | P     | Yann Sommer                 |
| 2  | Paesi Bassi (bandiera) | D     | Denzel Dumfries             |
| 5  | Francia (bandiera)     | D     | Benjamin Pavard             |
| 6  | Paesi Bassi (bandiera) | D     | Stefan de Vrij              |
| 7  | Polonia (bandiera)     | C     | Piotr Zieliński             |
| 8  | Croazia (bandiera)     | C     | Petar Sučić                 |
| 9  | Francia (bandiera)     | A     | Marcus Thuram               |
| 10 | Argentina (bandiera)   | A     | Lautaro Martínez (capitano) |
| 11 | Brasile (bandiera)     | A     | Luis Henrique               |
| 12 | Italia (bandiera)      | P     | Raffaele Di Gennaro         |
| 13 | Spagna (bandiera)      | P     | Josep Martínez              |
| 14 | Francia (bandiera)     | A     | Ange-Yoan Bonny             |
| 15 | Italia (bandiera)      | D     | Francesco Acerbi            |

| N. |                      | Ruolo | Calciatore                     |
| -- | -------------------- | ----- | ------------------------------ |
| 16 | Italia (bandiera)    | C     | Davide Frattesi                |
| 20 | Turchia (bandiera)   | C     | Hakan Çalhanoğlu               |
| 21 | Albania (bandiera)   | C     | Kristjan Asllani               |
| 22 | Armenia (bandiera)   | C     | Henrix Mxit'aryan              |
| 23 | Italia (bandiera)    | C     | Nicolò Barella (vice capitano) |
| 30 | Brasile (bandiera)   | C     | Carlos Augusto                 |
| 31 | Germania (bandiera)  | D     | Yann Aurel Bisseck             |
| 32 | Italia (bandiera)    | D     | Federico Dimarco               |
| 36 | Italia (bandiera)    | D     | Matteo Darmian                 |
| 42 | Argentina (bandiera) | D     | Tomás Palacios                 |
| 94 | Italia (bandiera)    | A     | Francesco Pio Esposito         |
| 95 | Italia (bandiera)    | D     | Alessandro Bastoni             |
| 99 | Iran (bandiera)      | A     | Mehdi Taremi                   |

### Staff tecnico
Staff tecnico aggiornato al 14 giugno 2025.
Area tecnica
- Cristian Chivu - Allenatore
- Aleksandar Kolarov - Vice-allenatore
- Mario Cecchi - Collaboratore tecnico
- Angelo Palombo - Collaboratore tecnico
- Stefano Rapetti - Preparatore atletico
- Maurizio Franchini - Preparatore atletico
- Gianluca Spinelli - Preparatore portieri
- Paolo Orlandoni - Preparatore portieri

Football analysis area
- Filippo Lorenzon - Responsabile area match analysis
- Stefano Castellani - Match analyst
- Giacomo Toninato - Match analyst
- Salvatore Rustico - Match analyst
- Marcello Muratore - Match analyst

Area medica
- Piero Volpi - Responsabile settore medico
- Claudio Sprenger - Medico prima squadra
- Alessandro Quaglia - Medico prima squadra
- Lorenzo Brambilla - Medico prima squadra
- Marco Dellacasa - Coordinatore fisioterapisti
- Leonardo Arici - Fisioterapista
- Ramon Cavallin - Fisioterapista
- Miro Carli - Fisioterapista
- Davide Lama - Fisioterapista
- Andrea Veschi - Fisioterapista/osteopata
- Matteo Pincella - Nutrizionista

## Attività polisportiva

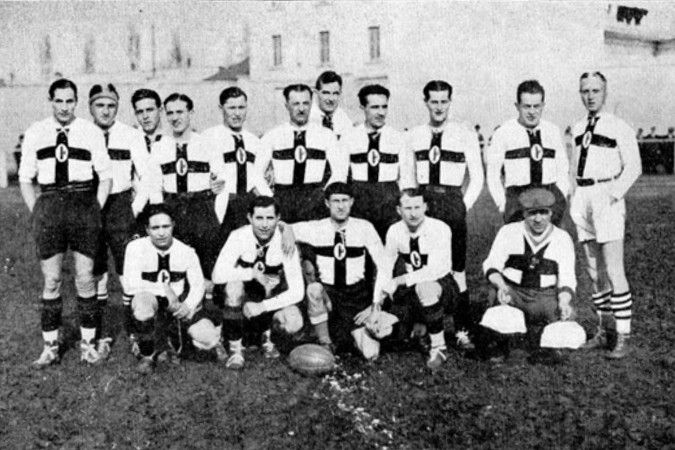
L'Ambrosiana rugby nel campionato 1928-29.

Per un breve periodo della sua storia, durante gli anni venti del XX secolo, l'Inter fu una polisportiva che, oltre alla squadra di calcio, schierava nelle divisioni nazionali anche quelle di pallacanestro e di rugby.
La sezione cestistica del club partecipò ai primi campionati organizzati dalla Federazione Italiana Pallacanestro e, capitanata dal presidente e fondatore della federazione Arrigo Muggiani, vinse uno scudetto nel 1923; verso la fine del decennio, però, la squadra si sciolse.
Nel 1927, a seguito della fusione dello Sport Club Italia con l'Unione Sportiva Milanese, nacque una squadra di rugby in seno all'Ambrosiana-Inter, che, con tale nome, fu tra le compagini che disputarono nella stagione 1928-29 il primo campionato italiano di rugby.
I milanesi giunsero in finale e si imposero 3-0 nell'incontro di spareggio a Bologna contro la S.S. Lazio, anche se, a fine torneo, l'Ambrosiana estromise la squadra di rugby, che si trasferì al Dopolavoro Pirelli e divenne famosa con il nome di Amatori Rugby Milano.
Un'altra disciplina inglobata nella propria attività sportiva fu l'hockey su ghiaccio con l'incorporazione, nel 1949, dell'Hockey Club Milano, all'epoca già dieci volte campione nazionale, ribattezzato H.C. Milano-Inter.
La squadra si laureò campione d'Italia nel 1950, 1951, 1952 e 1954 e vinse la Coppa Spengler, il più antico torneo europeo per squadre di club, nel 1953 e nel 1954, prima di sparire nel 1956 per problemi economici e fondersi con l'altra squadra di Milano, i Diavoli Rossoneri.
Nella stagione 2018-19 l'Inter ha costituito la sua prima squadra calcistica femminile. Il club era attivo già da alcuni anni con una sezione giovanile femminile.
Dal 2020 l'Inter è attiva negli eSports.